# Hermann Müller (rijkskanselier)

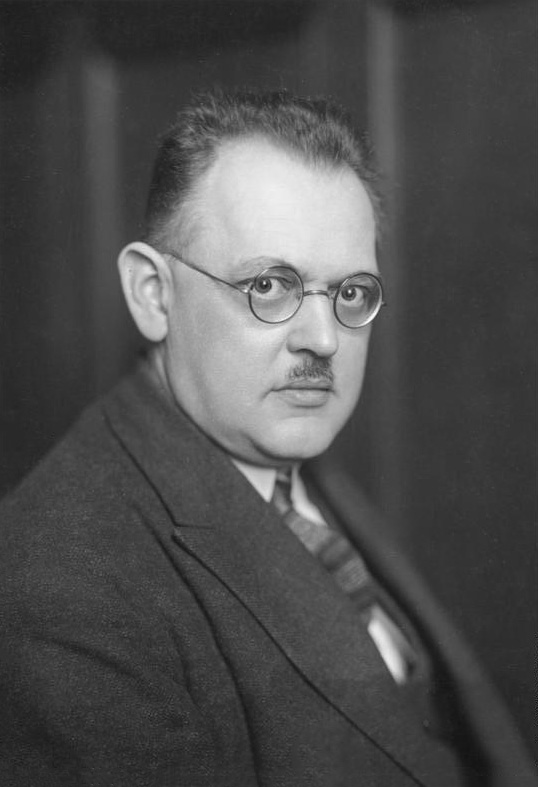
Hermann Müller in 1928

Hermann Müller (ter onderscheiding van gelijknamige volksvertegenwoordigers ook naar zijn eerste kieskring Müller-Breslau en vanaf 1920 naar zijn nieuwe kieskring Müller-Franken genoemd) ( Mannheim, 18 mei 1876 - Berlijn, 20 maart 1931) was een Duits politicus. Hij was tweemaal rijkskanselier tijdens de Weimarrepubliek.
Aanvankelijk journalist bij de Görlitzer Zeitung werd Müller lid van het uitvoerend comité van de SPD in 1906. Hij werd in 1914 naar Frankrijk gezonden om met de Franse socialistische partij te pogen de dreigende Eerste Wereldoorlog af te wenden, wat uiteindelijk mislukte door onder andere het algemene enthousiasme in Duitsland en Frankrijk om ten strijde te trekken.

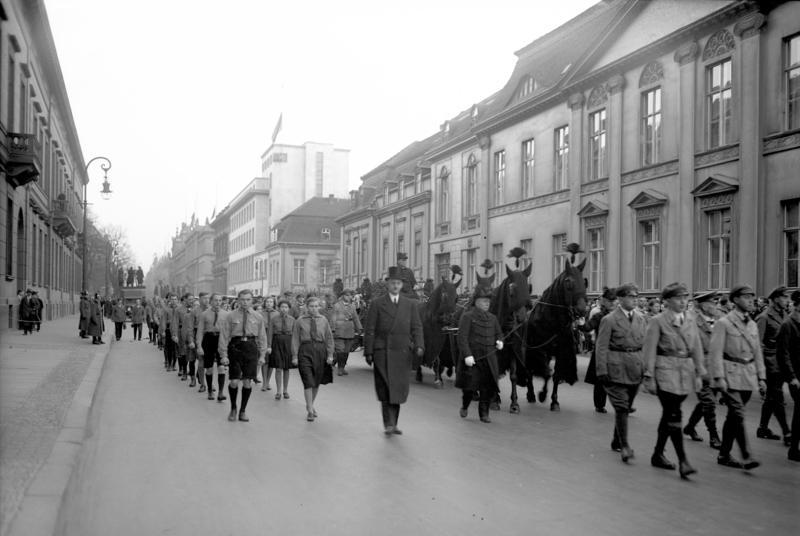
De begrafenis van Hermann Müller

Na de novemberrevolutie werd hij rijksminister van buitenlandse zaken in de regering van Gustav Bauer en tekende hij het verdrag van Versailles. Na het ontslag van Bauer bij de Kapp-putsch werd hij op 27 maart 1920 rijkskanselier tot aan de verkiezingen van juni 1920 (Kabinet-Müller I).
Dankzij het electoraal succes van de sociaaldemocratische partij, werd hij in 1928 opnieuw rijkskanselier, de laatste van de Weimar-republiek die op een parlementaire meerderheid steunde. Onder zijn regering, het Kabinet-Müller II, ondernam Duitsland een plan tot wederopbouw van de vloot en onderhandelde over het Young-plan. Omdat het onmogelijk bleek de economie te herstellen tijdens de Grote Depressie van 1929, nam hij ontslag in maart 1930. Een jaar later overleed hij na een galsteenoperatie. Bij zijn begrafenis waren er 300.000 mensen op de been die hem de laatste eer bewezen.

## Bron
- (en)  Müller, Hermann. (2006). In Encyclopædia Britannica.  Geraadpleegd op 14 juli 2006, via de Encyclopædia Britannica Premium Service

- Bibliothèque nationale de France: cb16534838b (data)
- Gemeinsame Normdatei: 118584979
- International Standard Name Identifier: 0000 0001 1059 4365
- Library of Congress Control Number: no89000889
- Nationale Bibliotheek van Tsjechië: skuk0000954
- Nationale Bibliotheek van Israël: 987007265729905171
- Nederlandse Thesaurus van Auteursnamen: 070042713
- Système universitaire de documentation: 087797259
- Trove: 977985
- Virtual International Authority File: 42630212
- WorldCat: E39PBJgmJBjqFcr49jPgm8vWDq